# Ljusne
Ljusne est une ville située dans la commune de Söderhamn, Comté de Gävleborg, en Suède avec une population de 2 155 habitants recensée en 2005.